# Gudrun Norberg
Gudrun Birgitta Norberg, född Larsson 30 maj 1938 i Glanshammar, är en svensk journalist och före detta folkpartistisk riksdagspolitiker.
Gudrun Norberg, växte upp i en lantbrukarfamilj, och arbetade i jordbruket 1955–1965. År 1965 gifte hon sig och bytte efternamn till Norberg. Åren 1972–1983 var hon frilansjournalist på Nerikes Allehanda, och därefter kommunalråd i Örebro kommun  till 1985 då hon blev riksdagsledamot för Örebro läns valkrets där hon satt fram till 1994. I riksdagen var hon bland annat ledamot i näringsutskottet 1987–1994. Hon engagerade sig främst i regionalpolitik och näringspolitik.